# Петричский инцидент
Петричский инцидент («собачья война», «война бродячей собаки») — болгаро-греческий вооружённый пограничный конфликт, который произошёл в октябре 1925 года.

## Предыстория
Отношения между Грецией и Болгарией были натянутыми с начала XX века из-за их соперничества за владение Македонией, а затем Западной Фракией, что привело к многолетней партизанской войне между соперничающими вооруженными группировками в 1904—1908 годах, а затем к открытому конфликту между Грецией и Болгарией во время Второй Балканской войны (1913 год) и Первой мировой войны (Македонский фронт, 1916—1918 годы). В результате под контроль Греции после Балканских войн перешла примерно половина Македонии, а после Первой мировой войны — Западная Фракия.
Значительную часть населения в обоих регионах составляли болгары, и поэтому эти территории оставались объектами болгарских притязаний. Внутренняя македонская революционная организация (ВМРО) и Внутренняя фракийская революционная организация (ВФРО), базирующиеся в Болгарии, начали рейды и террористические акты на территории Греции и Югославии.
Петрич был административным центром Пиринской Македонии, находящейся под контролем Болгарии, где в первые межвоенные годы ВФРО фактически была государством в государстве. В 1923 году политика примирения болгарского премьер-министра Александра Стамболийского с Югославией угрожала существованию ВФРО, и поэтому ВФРО сыграла ведущую роль в его убийстве.

## Причины войны
Инцидент был спровоцирован рейдом болгарских солдат на греческую сторону, в ходе которого 19 октября 1925 года они убили греческого солдата-пограничника и офицера. По болгарской версии, собака одного из греческих пограничников перебежала на болгарскую сторону и отправившийся за ней хозяин был убит болгарскими пограничниками. Другая версия утверждает, что болгарские пограничники стали копать колодец близ границы. Начальник греческого пограничного поста заподозрил, что болгары строят укрепление в нарушение мирного договора, и послал разведчика, который был убит на болгарской стороне. Ещё одна версия говорит о том, что болгарские пограничники попали в засаду, устроенную греческими коллегами. В ходе возникшей после инцидента перестрелки был убит также капитан греческих пограничников.

## Дальнейшие события
Болгария объяснила убийство двух греческих пограничников ошибкой и принесла извинения. Кроме того, болгарское правительство предложило сформировать смешанную комиссию из греческих и болгарских офицеров для расследования инцидента, но греческое правительство отказалось, пока болгарские войска остаются на территории Греции. Согласно другим источникам, болгары сочли произошедшее рядовым инцидентом, поэтому пограничникам было приказано прекратить огонь и вступить в переговоры. Однако прекращения огня с греческой стороны не последовало. На следующий день огонь греческих пограничников продолжался, а после полудня над болгарскими позициями стал летать греческий самолёт.

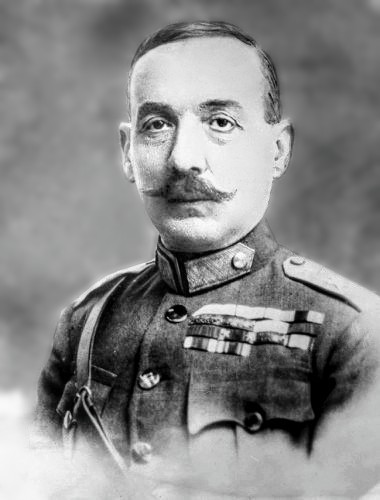
Теодорос Пангалос

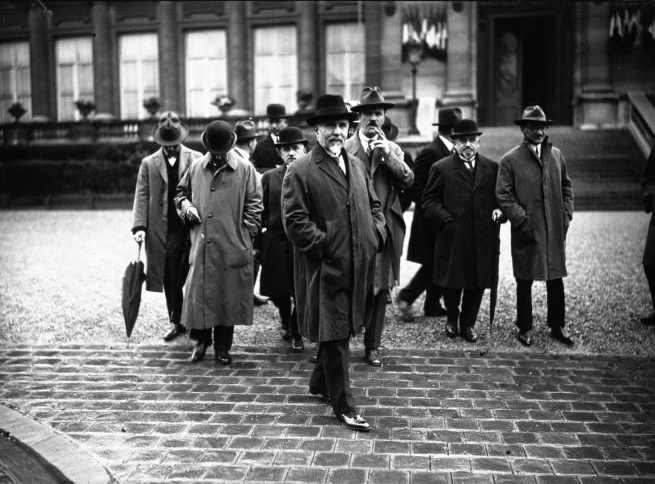
Греческий посол во Франции Карапанос во время дискуссии в Лиге Наций о болгаро-греческом конфликте

Правительство Греции во главе с генералом Теодоросом Пангалосом предъявило Болгарии ультиматум с требованиями наказания виновных, принесения официальных извинений и выплаты двух миллионов французских франков в качестве компенсации семьям погибших. На выполнение условий ультиматума отводилось 48 часов. 22 октября 1925 года Греция отправила солдат в Болгарию, чтобы занять город Петрич с целью обеспечения выполнения требований.
Согласно другим источникам, греческой стороне была отправлена телеграмма с предложением урегулировать инцидент, на которую, однако, в тот день ответа не последовало. Утром 21 октября на греческой стороне началось движение. Наконец, пришёл ответ начальника греческой заставы: «Дал приказ прекратить стрельбу, ожидаю распоряжений свыше, после получения таковых прибуду на встречу». Для встречи греческих коллег на границу были отправлены два болгарских офицера. Но греческие офицеры на встречу не пришли. Вскоре стало известно, что на станции Бутково разгружаются войска из внутренних районов Греции.
Стала поступать информация, что греки окапываются в непосредственной близости от границы. Греческая воинская часть, вооружённая в том числе пулемётами, развернулась напротив болгарского пограничного поста. Греческие военные начали изучать местность, а греческие самолёты — вести разведку. Концентрация греческих войск у границы продолжалась. Болгарские пограничники получили приказ не предпринимать провоцирующих действий и отвечать огнём только в случае нападения.

## Боевые действия
В Греции готовились к проведению президентских выборов. Руководивший в это время страной Теодорос Пангалос пытался использовать инцидент для повышения своей популярности. 22 октября без объявления войны 6-я греческая дивизия, имевшая на вооружении пулемёты, миномёты и артиллерию, вторглась на территорию Болгарии в полосе границы шириной до 30 км. Они углубились в Болгарию на 10-12 км и захватили десять населённых пунктов. Греки также штурмовали город Петрич, но были остановлены пограничниками и добровольцами. Добровольцы (4 тысячи человек) в основном были опытными военными, участвовавшими в Балканских войнах и Первой мировой войне.
23 октября в Петриче был создан штаб, который возглавил воевода Георгий Вындев. 15 тысяч жителей были эвакуированы вглубь страны. Военный министр Иван Вылков направил подкрепления защитникам, распорядившись, однако, не оказывать серьёзного сопротивления, так как надеялся на политическое урегулирование.

## Международное вмешательство
Болгария обратилась к Лиге Наций и великим державам с просьбой урегулировать конфликт. Греция дала понять, что не заинтересована в болгарской территории, но потребовала компенсации.
По некоторым современным источникам, город Петрич был захвачен, но на самом деле Лига Наций послала телеграммы в обе страны с приказом остановить свои армии за несколько часов до начала греческой атаки.
Лига приказала прекратить огонь, вывести греческие войска из Болгарии и заплатить 45 тысяч фунтов стерлингов компенсации Болгарии. Обе страны подчинились решению, но Греция жаловалась на несоответствие между её обращением и обращением с Италией во время инцидента на Корфу в 1923 году, когда Италия незаконно вторглась и оккупировала остров, вынудив Грецию выплатить военную реституцию. По мнению греческой стороны, Лига использовала одни правила для великих держав, таких как Италия, и другие для более мелких держав, таких как Греция.
Совет Лиги направил военных атташе из Франции, Италии и Великобритании для контроля за прекращением военных действий и выводом греческих войск. Атташе также решили, что болгары не должны возвращаться на освобождённую территорию до истечения определённого времени, чтобы предотвратить новые инциденты.

## Последствия
29 октября Греция вывела войска с территории Болгарии. Сёла были разграблены и сожжены, скот угнан, урожай вывезен. По оценке болгарской стороны, греки потеряли 120 человек. Болгарские потери — 1 офицер, 4 солдата, 4 добровольца, 10 мирных жителей. Согласно греческим публикациям, греческие потери не превышали 5 человек, а в Салоники были доставлены 15 болгарских военнопленных, из них 2 унтер-офицера. Эти указанные небольшие греческие потери были в основном результатом успешного боя разведгруппы из колонны полковника Вуцинаса непосредственно на железнодорожной станции Петрича. При этом греческая «Большая военная энциклопедия», изданная в 1935 году, то есть через десять лет после событий, пишет, что колонна полковника Вуцинаса была обстреляна болгарскими четниками и понесла «заметные потери» уже после перемирия и при выводе его части с болгарской территории.
Лигой Наций была создана комиссия, в которую вошли генерал Серини (Франция), генерал Ферарио (Италия), Адлер Кройц (Швейцария), Дроглевер Фортуин (Нидерланды). Председателем комиссии стал британский дипломат Хорас Рамболд. Через три недели греческая сторона была признана инициатором боевых действий, а правительство Греции было обязано компенсировать Болгарии нанесённый ущерб в размере 30 млн левов, из которых 1,2 млн нужно было выплатить защитникам Петрича.
Жители отказались от этой компенсации и передали деньги на строительство городской гимназии (работавшая в городе гимназия располагалась в частном доме). В 1926 году началось строительство гимназии, но денег не хватило. Тогда местные жители организовали дополнительный сбор средств. Здание гимназии открылось в 1929 году.

## Память
Улица Петрича, на которой была построена городская гимназия, получила название «22 октября» — день, когда добровольцы отстояли свой город. 31 октября 1937 года, в день 25-летия освобождения города от османского владычества, в городе был открыт военный памятник, на одной из мемориальных плит которого увековечены имена защитников города и мирных жителей, погибших во время инцидента.